# Zlatko Zahovič
Zlatko Zahovič (Maribor, 1 februari 1971) is een Sloveens oud-voetballer. Hij speelde als aanvaller. Zijn zoon Luka stond onder contract bij SC Heerenveen.

## Clubcarrière
Zahovič begon in 1989 als profvoetballer bij FK Partizan Belgrado, maar hij ontvluchtte in 1993 het oorlogsgeweld in het voormalige Joegoslavië. Van 1993 tot 1999 speelde hij in Portugal bij eerst Vitória Guimarães (1993-1996) en daarna FC Porto. Na een mislukt seizoen bij het Griekse Olympiakos Piraeus (1999/2000), waar Zahovič zes maanden niet speelde vanwege een disciplinaire schorsing, kwam hij bij het Spaanse Valencia CF.
In het 2000/2001 haalde hij met deze club de finale van de UEFA Champions League, waarin na strafschoppen werd verloren van Bayern München. Zahovič was een van de spelers wier strafschop door Bayerndoelman Oliver Kahn werd gestopt. In 2001 keerde de Sloveen terug in Portugal om bij SL Benfica te gaan spelen. Bij deze club speelde Zahovič tot begin 2005. Na een hevige ruzie met zijn trainer bij Benfica, besloot de aanvaller te vertrekken en zijn loopbaan als profvoetballer te beëindigen.

## Erelijst
Partizan Belgrado
- Joegoslavisch landskampioen

1993
 FC Porto
- Portugees landskampioen

1997, 1998, 1999
- Portugees bekerwinnaar

1998
- Portuguese Supercup

1998
 Olympiakos Piraeus
- Grieks landskampioen

2000
 Benfica
- Portugees landskampioen

2005
- Portugees bekerwinnaar

2004

## Interlandcarrière
Onder leiding van bondscoach Bojan Prašnikar debuteerde Zahovič op 7 november 1992 voor het Sloveens nationaal elftal in de vriendschappelijke wedstrijd tegen Cyprus. Hij moest in dat duel na tachtig minuten plaatsmaken voor Dušan Kosič. De wedstrijd was tevens de eerste en enige interland voor de latere bondscoach Matjaž Kek (Grazer AK), én het debuut van Vlado Miloševič (NK Ljubljana), Gregor Židan (NK Maribor), Džoni Novak (Fenerbahçe) en Matjaž Florjančič (Cremonese).
Zahovič nam met zijn vaderland deel aan het EK 2000 in Nederland en België en scoorde in de kwalificatiereeks tien keer. Zahovič maakte tijdens de eindronde drie doelpunten, twee tegen Joegoslavië (3-3) en één tegen Spanje (2-1). Slovenië werd in de groepsronde uitgeschakeld.
Bij het WK 2002 in Zuid-Korea behoorde Zahovič tot de Sloveense selectie, maar na een conflict met bondscoach Srečko Katanec werd hij vlak voor de eerste WK-wedstrijd van Slovenië tegen Spanje uit de selectie gezet. Nadat Katanec ontslag had genomen als bondscoach, maakte Zahovič zijn rentree. Hij speelde op 28 april 2004 tegen Zwitserland zijn laatste wedstrijd voor Slovenië. Hij nam in die wedstrijd de enige Sloveense treffer voor zijn rekening op slag van rust. Zahovič kwam tot een totaal van tachtig interlands en 35 doelpunten.
| Interlanddoelpunten | Interlanddoelpunten | Interlanddoelpunten | Interlanddoelpunten              | Interlanddoelpunten | Interlanddoelpunten | Interlanddoelpunten | Interlanddoelpunten |
| #                   | Datum               | Locatie             | Wedstrijd                        | Goal(s)             | Score               | Uitslag             | Wedstrijd           |
| ------------------- | ------------------- | ------------------- | -------------------------------- | ------------------- | ------------------- | ------------------- | ------------------- |
| 1                   | 16/11/1994          | Maribor             | Slovenië – Litouwen              | 55'                 | 1 – 0               | 1 – 2               | EK-kwalificatie     |
| 2                   | 29/03/1995          | Maribor             | Slovenië – Estland               | 40'                 | 1 – 0               | 3 – 0               | EK-kwalificatie     |
| 3                   | 11/06/1995          | Tallinn             | Estland – Slovenië               | 80'                 | 1 – 3               | 1 – 3               | EK-kwalificatie     |
| 4                   | 11/10/1995          | Ljubljana           | Slovenië – Oekraïne              | 73'                 | 2 – 2               | 3 – 2               | EK-kwalificatie     |
| 5                   | 10/11/1996          | Ljubljana           | Slovenië – Bosnië en Herzegovina | 41'                 | 1 – 2               | 1 – 2               | WK-kwalificatie     |
| 6                   | 11/10/1997          | Ljubljana           | Slovenië – Kroatië               | 72'                 | 1 – 3               | 1 – 3               | WK-kwalificatie     |
| 7                   | 05/02/1998          | Limassol            | IJsland – Slovenië               | 33' (pen.)          | 0 – 1               | 2 – 3               | Cyprus Toernooi     |
| 8                   | 05/02/1998          | Limassol            | IJsland – Slovenië               | 65'                 | 1 – 2               | 2 – 3               | Cyprus Toernooi     |
| 9                   | 06/02/1998          | Limassol            | Slowakije – Slovenië             | 70'                 | 0 – 1               | 1 – 1               | Cyprus Toernooi     |
| 10                  | 06/09/1998          | Athene              | Griekenland – Slovenië           | 18'                 | 0 – 1               | 2 – 2               | EK-kwalificatie     |
| 11                  | 06/09/1998          | Athene              | Griekenland – Slovenië           | 72'                 | 2 – 2               | 2 – 2               | EK-kwalificatie     |
| 12                  | 10/10/1998          | Ljubljana           | Slovenië – Noorwegen             | 24'                 | 1 – 0               | 2 – 1               | EK-kwalificatie     |
| 13                  | 08/02/1999          | Masqat              | Oman – Slovenië                  | 87'                 | 0 – 5               | 0 – 7               | Oman Toernooi       |
| 14                  | 28/04/1999          | Ljubljana           | Slovenië – Finland               | 62' (pen.)          | 1 – 1               | 1 – 1               | Oefeninterland      |
| 15                  | 05/06/1999          | Riga                | Letland – Slovenië               | 25'                 | 1 – 1               | 1 – 2               | EK-kwalificatie     |
| 16                  | 05/06/1999          | Riga                | Letland – Slovenië               | 39'                 | 1 – 2               | 1 – 2               | EK-kwalificatie     |
| 17                  | 09/06/1999          | Tirana              | Albanië – Slovenië               | 26' (pen.)          | 0 – 1               | 0 – 1               | EK-kwalificatie     |
| 18                  | 18/08/1999          | Ljubljana           | Slovenië – Albanië               | 49'                 | 1 – 0               | 2 – 0               | EK-kwalificatie     |
| 19                  | 04/09/1999          | Ljubljana           | Slovenië – Georgië               | 80'                 | 2 – 1               | 2 – 1               | EK-kwalificatie     |
| 20                  | 13/11/1999          | Ljubljana           | Slovenië – Oekraïne              | 53'                 | 1 – 1               | 2 – 1               | EK-kwalificatie     |
| 21                  | 23/02/2000          | Masqat              | Oman – Slovenië                  | 32'                 | 0 – 2               | 0 – 4               | Oman Toernooi       |
| 22                  | 03/06/2000          | Ljubljana           | Slovenië – Saoedi-Arabië         | 16'                 | 1 – 0               | 2 – 0               | Oefeninterland      |
| 23                  | 13/06/2000          | Charleroi           | Slovenië – Joegoslavië           | 23'                 | 1 – 0               | 3 – 3               | EK-eindronde        |
| 24                  | 13/06/2000          | Charleroi           | Slovenië – Joegoslavië           | 57'                 | 3 – 0               | 3 – 3               | EK-eindronde        |
| 25                  | 18/06/2000          | Amsterdam           | Spanje – Slovenië                | 59'                 | 1 – 1               | 2 – 1               | EK-eindronde        |
| 26                  | 07/10/2000          | Luxemburg           | Luxemburg – Slovenië             | 39'                 | 0 – 1               | 1 – 2               | WK-kwalificatie     |
| 27                  | 28/03/2001          | Ljubljana           | Slovenië – Joegoslavië           | 90'                 | 1 – 1               | 1 – 1               | WK-kwalificatie     |
| 28                  | 02/06/2001          | Ljubljana           | Slovenië – Luxemburg             | 35'                 | 1 – 0               | 2 – 0               | WK-kwalificatie     |
| 29                  | 02/06/2001          | Ljubljana           | Slovenië – Luxemburg             | 65' (pen.)          | 2 – 0               | 2 – 0               | WK-kwalificatie     |
| 30                  | 15/08/2001          | Ljubljana           | Slovenië – Roemenië              | 75'                 | 2 – 2               | 2 – 2               | Oefeninterland      |
| 31                  | 12/02/2002          | Hongkong            | Honduras – Slovenië              | 51' (pen.)          | 1 – 1               | 5 – 1               | Hong Kong Cup       |
| 32                  | 17/05/2002          | Ljubljana           | Slovenië – Ghana                 | 25'                 | 1 – 0               | 2 – 0               | Oefeninterland      |
| 33                  | 02/04/2003          | Ljubljana           | Slovenië – Cyprus                | 39' (pen.)          | 3 – 1               | 4 – 1               | EK-kwalificatie     |
| 34                  | 30/04/2003          | Ta' Qali            | Malta – Slovenië                 | 15'                 | 0 – 1               | 1 – 3               | EK-kwalificatie     |
| 35                  | 28/04/2004          | Genève              | Zwitserland – Slovenië           | 45'                 | 0 – 1               | 2 – 1               | Oefeninterland      |